# Europejska Certyfikacja Informatyczna
Program Europejskiej Certyfikacji Informatycznej (ang. European Information Technologies Certification, EITC) – międzynarodowy standard certyfikacji wiedzy i umiejętności w obszarze technologii informacyjno-komunikacyjnych, rozwijany i zarządzany przez instytut EITCI - organizację non-profit z siedzibą w Brukseli, zapewniający certyfikację osobistej wiedzy i kompetencji w zakresie węższych, wyspecjalizowanych tematycznie obszarów ICT, takich jak Oprogramowanie biurowe, Wspomagane komputerowo zarządzanie projektami, Systemy kolaboracji online, Przetwarzanie grafiki rastrowej.

## Odnośniki zewnętrzne
- Oficjalna strona Instytutu EITCI
- Strona walidacji certyfikatów i akredytacji Instytutu EITCI